# Episodi di Miracles
La prima stagione della serie TV Miracles è composta da 13 episodi.
| nº | Titolo originale           | Titolo italiano         | Prima TV USA     | Prima TV Italia  |
| -- | -------------------------- | ----------------------- | ---------------- | ---------------- |
| 1  | The Ferguson Syndrome      | La sindrome di Ferguson | 27 gennaio 2003  | 6 ottobre 2004   |
| 2  | The Friendly Skies         | Mistero ad alta quota   | 3 febbraio 2003  | 13 ottobre 2004  |
| 3  | The Patient                | Il paziente             | 10 febbraio 2003 | 3 settembre 2004 |
| 4  | Little Miss Lost           | La fanciulla dispersa   | 3 marzo 2003     | 20 ottobre 2004  |
| 5  | The Bone Scatterer         | Lo spirito guida        | 10 marzo 2003    | 3 novembre 2004  |
| 6  | Hand of God                | La mano di Dio          | 31 marzo 2003    | 17 novembre 2004 |
| 7  | You Are My Sunshinee       | Gelosia                 | 14 novembre 2003 | 1º dicembre 2004 |
| 8  | The Battle at Shadow Ridge | Le luci fantasma        | 21 novembre 2003 | 8 dicembre 2004  |
| 9  | Mother's Daughter          | Madre e figlia          | 28 novembre 2003 | 15 dicembre 2004 |
| 10 | Saint Debbie               | Verità e bugie          | 5 dicembre 2003  | 22 dicembre 2004 |
| 11 | The Ghost                  | Il mondo alla rovescia  | 12 dicembre 2003 | 29 dicembre 2004 |
| 12 | The Letter                 | La lettera              | 19 dicembre 2003 | 4 gennaio 2005   |
| 13 | Paul is Dead               | Verso la luce           | 26 dicembre 2003 | 7 gennaio 2005   |